# Ichneumon frontator
Ichneumon frontator là một loài tò vò trong họ Ichneumonidae.